# セニー＝オー＝ヴィーニュ
セニー＝オー＝ヴィーニュ （Cesny-aux-Vignes）は、フランス、ノルマンディー地域圏、カルヴァドス県のコミューン。

## 歴史
1972年1月1日から2005年12月31日まで、セニー＝オー＝ヴィーニュは、隣接するコミューンのウエジーと合併しており、名はセニー＝オー＝ヴィーニュ＝ウエジーとなっていた。

## 人口統計
| 1962年 | 1968年 | 1975年 | 1982年 | 1990年 | 1999年 | 2008年 | 2013年 |
| ------ | ------ | ------ | ------ | ------ | ------ | ------ | ------ |
| 151    | 156    | 352    | 516    | 532    | 496    | 493    | 459    |

参照元:1962年から1999年まで人口の2倍カウントなし。1999年までEHESS/Cassini、2004年以降INSEE

## ゆかりの人物
- アンドレ・ルメートル（1909年-1995年） - 画家。1959年よりセニー＝オー＝ヴィーニュにアトリエを構えていた[6]。